# شفت (فیلم ۲۰۰۰)
شَفت یا پرتابه (به انگلیسی: Shaft) فیلمی محصول سال ۲۰۰۰ به کارگردانی جان سینگلتون است. در این فیلم بازیگرانی همچون ساموئل ال. جکسون، ونسا ال. ویلیامز، جفری رایت، کریستین بیل، ریچارد راوندتری، پت هینگل، باستا رایمز، تونی کولت، دن هدایا، روبن سانتیاگو-هادسون، لین تیگپن، فیلیپ بوسکو، لی ترگسن، دنیل وان بارگن، یوزف زومر، زاچ گرنیر، مکای فایفر، الیزابت بنکس، سونیا سن، آندره رویو، آیزاک هیز ایفای نقش کرده‌اند.